# Ветров, Геннадий Анатольевич
Генна́дий Анато́льевич Ветров (род. 18 ноября 1958, Макеевка, Сталинская область) — советский и российский актёр театра и кино, артист эстрады, юморист, писатель-сатирик, музыкант-мультиинструменталист, пародист, певец, «человек-оркестр», музыкальный эксцентрик, артист оригинального жанра, сочинитель стихов и каламбуров, телеведущий, композитор, художник, гитарист и конферансье, заслуженный артист России (9 августа 2009 года).

## Биография
Родился 18 ноября 1958 года на Украине в городе Макеевке Сталинской области (Украинская ССР). Отец — Анатолий Иванович Ветров (10 мая 1928 — 7 апреля 2018) работал женским парикмахером (в молодости работал шахтёром и мастером бетонного цеха), мать — Валентина Федоровна (1933—1988) была бухгалтером в госторговле.
В семь лет, по словам Геннадия Ветрова, вместе со взрослым соседом-оператором и другими детьми снимался в фильме «Заговор курильщиков», выступил в роли режиссёра, актёра и постановщика фильма. Занимался во всех бесплатных кружках: театральном, хоровом, художественном, шахматном.

 В танцевальный отказались брать даже за деньги. Родителям сказали правду: когда ваш мальчик танцует, а особенно когда старается, хочется оказать ему первую медицинскую помощь! А я, кстати, пробовал себя и в спорте. Но, например, охоту к боксу отбили сразу, после первого удара.— 
В школе Гена Ветров был отличником, рисовал иллюстрации для стенгазеты. В восьмом классе стал участником вокально-инструментального ансамбля «Забой». Учился в музыкальной школе по классу баяна, гитары, пианино, пел, хорошо рисовал, лепил фигурки из глины.
После десятого класса решил стать художником и ездил поступать в художественно-промышленный институт во Львове, но не поступил, приёмной комиссии показал свои работы в карандаше и глине. Ходил на подготовительные курсы в архитектурный институт.
С 1976 по 1981 год учился в Макеевском инженерно-строительном институте, по специальности инженер-сантехник, специалист по теплогазоснабжению, вентиляции и кондиционному оборудованию, параллельно с учёбой играл в ВИА «Орион» на танцах в городе Макеевка, ВИА «Орион» на институтской музыкальной аппаратуре.
С 1981 по 1983 год, полтора года, служил в Донецкой области в батальоне особого назначения, в армии Геннадий пел, играл и выступал, рисовал дембельские альбомы, вырезал из мыла фигурки для сослуживцев, однажды выступление Ветрова увидели артисты Донецкой филармонии и посоветовали ему стать профессиональным артистом.

После концерта к Ветрову подошёл старый конферансье и спросил: «Молодой человек, какая у вас специальность? Инженер? Бросайте-ка вы это дело! Техника от этого ничего не потеряет, а искусство, возможно, получит талантливого актёра!». Через несколько лет это пророчество сбылось.— 

### ЛГИТМиК
Он воспользовался советом конферансье Донецкой филармонии и поступил в ЛГИТМиК на курс «Музыкально-речевая эстрада» Исаака Романовича Штокбанта, режиссёра театра «Буфф». Сначала Геннадия не хотели принимать из-за украинского говора.

И вот тут-то мой шеф сказал фразу, которая стала для меня крылатой: «Я заклею ему скотчем рот. Пусть молчит, но учится. Он мне нравится!» — 
В институте учился с 1983 по 1988 год вместе с Юрием Гальцевым и Сергеем Селиным.

### Театр Буфф
После института Исаак Романович Штокбант взял в труппу театра «Буфф», вместе с ним в театре работали Юрий Гальцев и Елена Лебенбаум (Воробей). В театре работал 6 лет, с 1988 по 1994 год, театр ездил с гастролями во Францию, Германию, США, Швейцарию, Финляндию, Швецию, Польшу и др. Автор и режиссёр: Вини-Грет (1989), кабаре Белое и Чёрное (1990) для театра «Буфф».

### Сольная карьера
В этот период выпустил три сольных эстрадных программы: «Люди, ау!» (1991), «Кабачок „Ветряная мельница“» (1990) и «Маска Рад» (1989).
В 1989 году впервые появился на телеэкране в передаче «Шире круг», ведущей была Илона Броневицкая, потом Ветров был соведущим этой передачи, Геннадий в передаче показал свои пародийные и юмористические номера. Участвовал и в передаче «Шире круг» в 1990 году с ведущей Екатериной Семёновой.
В 1991 году с эстрадной программой «Маска Рад» дал 33 сольных концерта в США.
С 1993 по 1994 год выступал с сольными номерами в разных варьете и кабаре Германии. Жил в Германии, год жил в Швейцарии.
С 1994 по 1999 год работал на дециметровом телеканале в городе Санкт-Петербурге, выпустил много телепрограмм: «Ветров-шоу», «Ветров и К», «В гостях у Ветрова», «Рояль в кустах», «Маска Рад», «Третий звонок» и «Прохладный мир» с Юрием Гальцевым.
Потом участвовал в телепроекте клипмейкера Олега Гусева.

А в 1999 году позвонил Регине Игоревне Дубовицкой и сказал, что в Петербурге есть очень яркий, талантливый артист, без которого программа «Аншлаг» непонятно как раньше обходилась. Она спросила: «Кто?». И я честно ответил : «Я!». Может, звёзды в тот день были ко мне благосклонны, но с той поры я снимаюсь в «Аншлаге» и других юмористических передачах и живу в Москве.— 
В номере пародии на Дэвида Коперфильда и Клаудию Шифер — «Рашен Коперфильтр и его Клава» работал со второй женой Кариной Ветровой (Зверевой).
Участвовал в телепрограммах «Шире круг», «Аншлаг», «Рояль в кустах», «Весёлые картинки» (авторское шоу Ветрова совместно с Юрием Гальцевым на ОРТ).
Вёл телепередачу «Смешные люди».
С ноября 2010 года вместе со своим творческим напарником Юрием Гальцевым ведёт юмористическую телепередачу «Два весёлых гуся».

### Театр «Ветреные люди»

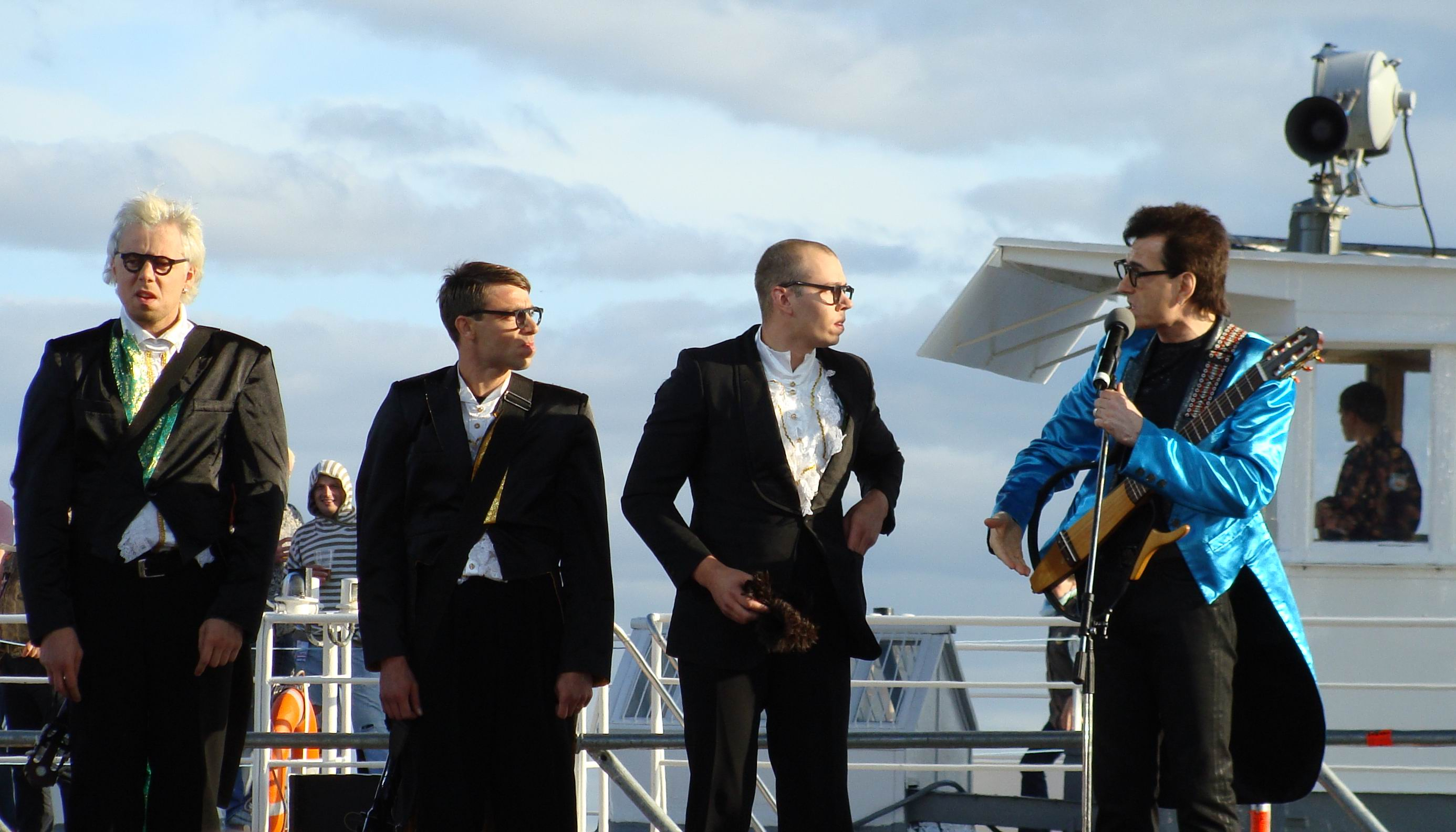
коллектив «Ветреные люди»

В 2007 году создал театр «Ветреные люди»: Карина Зверева, Георгий Агаронов, Дмитрий Воробьёв, Сергей Катков из дуэта «Баян Микс», партнёр Сергея Войтенко, дуэт Перцы: Николай Георгиев и Илья Мотовилов.
Театр «Ветреные люди» был распущен и прекратил своё существование.

- Театр пришлось распустить. В наше непростое время держать целую труппу актёров очень затратно. Был попутный ветер, и мои актёры, получив путёвку в жизнь, понеслись по волнам шоу-бизнеса. Но надо отдать им должное — по первому моему зову они слетаются, мы по-прежнему дружим, общаемся. Если рассматривать наставничество, то, например, Юрий Гальцев набрал курс в театральном институте и готовит будущих эстрадных артистов. А я свободен, как ветер. Чтобы продвигать молодых и талантливых, нужна своя площадка, я же сам фрилансер: куда позовут, туда и отправляюсь с удовольствием.— 

## Телевидение
Ведущий
- «Весёлый ветер»
- «Шире круг»
- «Ветров и К»
- «Маскарад»
- «Рояль в кустах»
- «В гостях у Ветрова»[26]

Участник
- Аншлаг
- Смак
- Измайловский парк
- Пока все дома
- Мой герой[7]

## Пародии
- Луи Армстронг
- Витас
- Вахтанг Кикабидзе
- Илья Лагутенко
- Лев Лещенко
- Никита Михалков
- Юрий Никулин
- Демис Руссос
- Леонид Утёсов
- Адриано Челентано
- Пётр Лещенко

## Сотрудничество
- Юрий Гальцев
- Елена Воробей
- Светлана Рожкова
- Игорь Вуколов
- Игорь Маменко
- Юрий Софин — пишет тексты для Геннадия Ветрова[12]
- Сергей Дроботенко — посвятил Геннадию Ветрову песню «Парень из Макеевки»[27]
- Братья Пономаренко — сделали пародию на Ветрова и Гальцева[28]
- Владимир Турчинский
- Николай Лукинский
- Виктор Рыбин и Наталья Сенчукова

## Личная жизнь

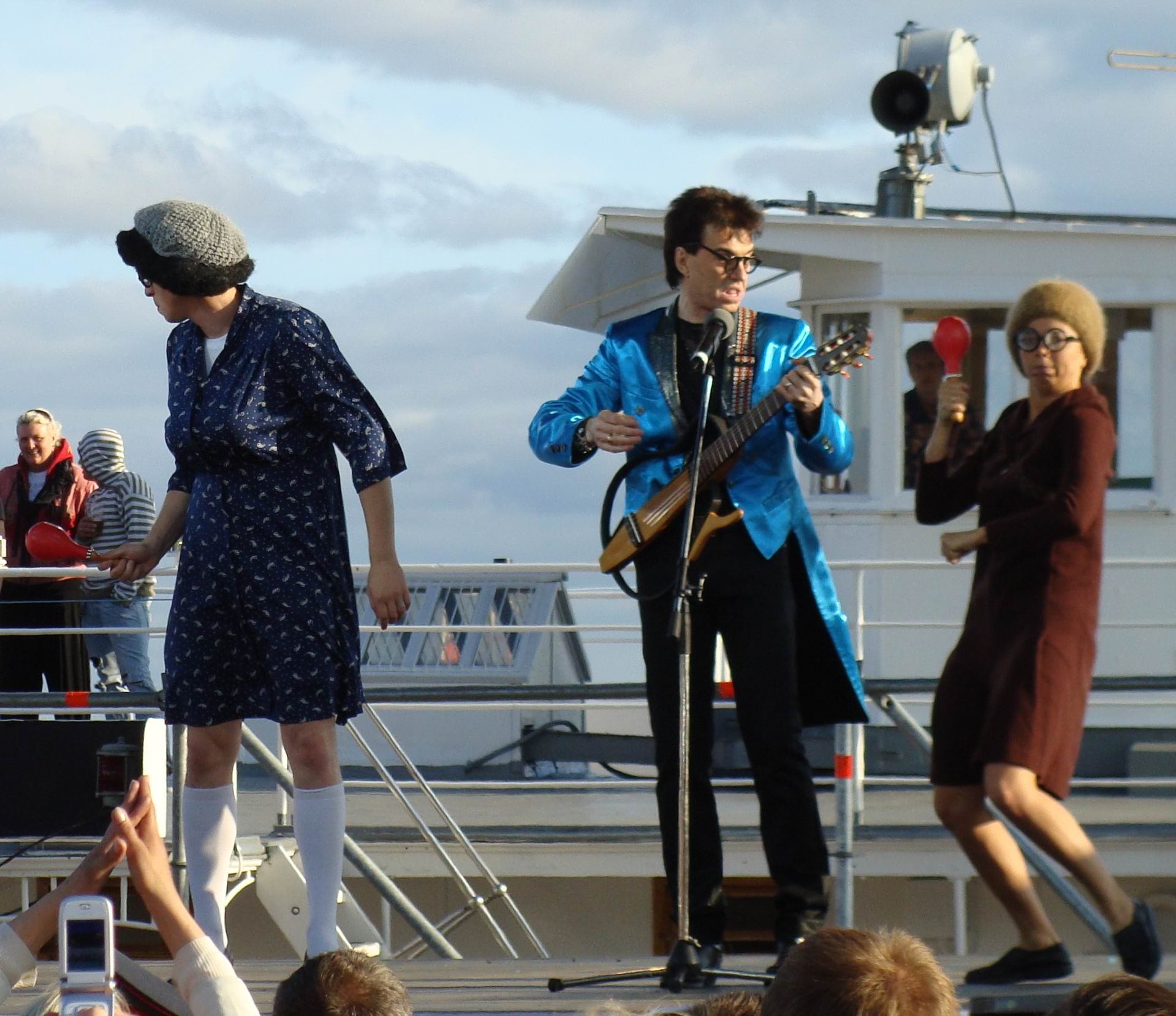
Геннадий Ветров и Карина Зверева в Архангельске 2009 год

- Первая жена (1988—1993) — (Настасья) Анастасия Смолина — бизнесвумен, организатор праздников[29], в прошлом артистка эстрады[30], училась вместе с Ветровым в ЛГИТМиКе (1983—1988), снялась в фильме Джек Восьмёркин — «американец»[31], потом вместе с мужем работала в театре «Буфф»[32].
- Вторая жена Ольга (1993—1997).
- Дочь от второго брака[29] — Ксения Геннадьевна Ветрова (род. 5 августа 1993) — актриса, снялась в сериале 2016 — «Весеннее обострение» — Вера Кукушкина, 2017 — Учитель в законе. Схватка — Света. Училась в Швейцарии в театральном институте, в 2017 году закончила ТИ им.Щукина[8][26][33][34][35][36][37][38].
- Третья жена (1997—2011) — Карина Зверева (род. 1977) — юмористка и актриса, выступала вместе с мужем на концертах, участвовала в «Аншлаге» и других юмористических передачах, младше Геннадия на 19 лет. В 2010 году Геннадий разрешил жене ездить на гастроли сольно и отдыхать самостоятельно, а в 2011 году Карина ушла от мужа, ей захотелось стать самостоятельной, самой строить жизнь и карьеру[39]. С мужем остались друзьями, иногда вместе навещают маму Карины, на семейных обедах[9][9][24][40][41][42][43][44].
- Двоюродная племянница Карины Зверевой, которую она называет сестрой[45] — Нана Кириченко (род. 30 августа 1979), директор коллектива Геннадия Ветрова[46][47].
- Четвёртая[48] жена (с 2014[49]) — Оксана Борисовна Ветрова (в девичестве Вороничева) (род. 1986) — бывшая стюардесса из Архангельска, младше Геннадия на 28 лет, познакомился с будущей женой в самолёте в 2012 году, когда летел на выступление в Мурманск, попросил номер телефона у симпатичной стюардессы, она телефон не дала, но Геннадий попросил её начальницу дать ему телефон её подчинённой, Оксане пришлось подчиниться[50][51][52][53].
  - Дочь от Оксаны — Мария Геннадьевна Ветрова (род. 1 июня 2016), написал для дочки 15 детских песен, записал 12 детских сказок[7][54].

## Семья
- Отец — Анатолий Иванович Ветров (10.05.1928 — 07.04.2018) — парикмахер широкого профиля[8].
- Мать — Валентина Федоровна Ветрова (пр. 1933—1988) — бухгалтер в торговле[8].
- Мачеха — Дина Михайловна, жена его отца[8].
- Бабушка — Ефросинья Васильевна[8].
- Дедушка — Иван Николаевич Ветров — крестьянин, гармонист, родом из Орловской губернии[8].

## Награды
- 1987 — Лауреат всесоюзного фестиваля юмористов-сатириков «Золотой Дюк» в Одессе
- 1989 — Лауреат Ленинградского конкурса «Молодость. Мастерство. Современность.»
- 2003 — «Золотой стул мастера Гамса» за вклад в искусство.
- 9 августа 2009 — Заслуженный артист РФ[2]

## Фильмография
| Год       |     | Название                                              | Роль                         |
| --------- | --- | ----------------------------------------------------- | ---------------------------- |
| 1992      | мтф | Рэкет                                                 | камео                        |
| 1993      | с   | Аляска Кид                                            | банковский кассир            |
| 1997—1998 | с   | Улицы разбитых фонарей. Серия «Петербургский презент» | Эдуард Сергеевич, коммерсант |
| 2007      | ф   | Кровавая Мэри                                         | сержант                      |
| 2008      | ф   | Красиво жить не запретишь                             | Имя персонажа не указано     |
| 2009      | тф  | Золотой ключик                                        | заезжий гастролёр            |
| 2012      | тф  | Красная шапочка                                       | турист                       |

## Дискография
| №   | Название                 | Длительность |
| --- | ------------------------ | ------------ |
| 1.  | «Хула-хуп»               | 3:08         |
| 2.  | «Опадают жёлуди»         | 2:48         |
| 3.  | «Пападруки»              | 3:18         |
| 4.  | «Пурпурный пурпур»       | 3:37         |
| 5.  | «Роза Львовна»           | 3:05         |
| 6.  | «Сиреневый куст»         | 3:28         |
| 7.  | «Кто ты?»                | 2:59         |
| 8.  | «Блюзъ»                  | 2:16         |
| 9.  | «Пчела во хмелю»         | 2:16         |
| 10. | «Поволока любви»         | 2:17         |
| 11. | «Дюндель»                | 2:59         |
| 12. | «Не коси»                | 3:30         |
| 13. | «Зай-зай»                | 3:07         |
| 14. | «Адырда»                 | 3:07         |
| 15. | «Роза Львовна (бонус)»   | 3:28         |
| 16. | «Пчела во хмелю (бонус)» | 2:47         |

| №   | Название            | Длительность |
| --- | ------------------- | ------------ |
| 1.  | «На краю мечты»     | 4:40         |
| 2.  | «Сокол 1»           | 3:10         |
| 3.  | «Малышка»           | 3:00         |
| 4.  | «Баллада о ковбоях» | 3:13         |
| 5.  | «Летела бабочка»    | 4:18         |
| 6.  | «Я не лётчик»       | 3:05         |
| 7.  | «Слёзы - вода»      | 3:26         |
| 8.  | «Утоли!»            | 3:03         |
| 9.  | «Милая»             | 3:55         |
| 10. | «Я остаюсь один»    | 3:57         |
| 11. | «Маски...»          | 2:59         |
| 12. | «Половиночка»       | 2:19         |

## Книги
- ProВетривание. Сквозняк между кулисами. Дорога в свете фар ISBN 5-17-042039-0, ISBN 5-9725-0673-4, ISBN 978-985-13-9837-5
- Весёлые картинки (Соавтор: Юрий Гальцев) ISBN 5-17-039784-4, ISBN 5-9725-0671-8, ISBN 985-13-8498-4
- Хулиганские тетради ISBN 978-5-699-61242-0